# Tesina Padovano
Il fiume Tesina (spesso detto Padovano per distinguerlo dal più importante omonimo della provincia di Vicenza) è un corso d'acqua della provincia di Padova.
Si origina a sudest di Grisignano di Zocco dalla confluenza del fiume Tesinella e dello scolo Settimo. Scorrendo grossomodo verso sud, lambisce Veggiano e sfocia alla sinistra del Bacchiglione, fra Trambacche e Creola.